# Courierspel

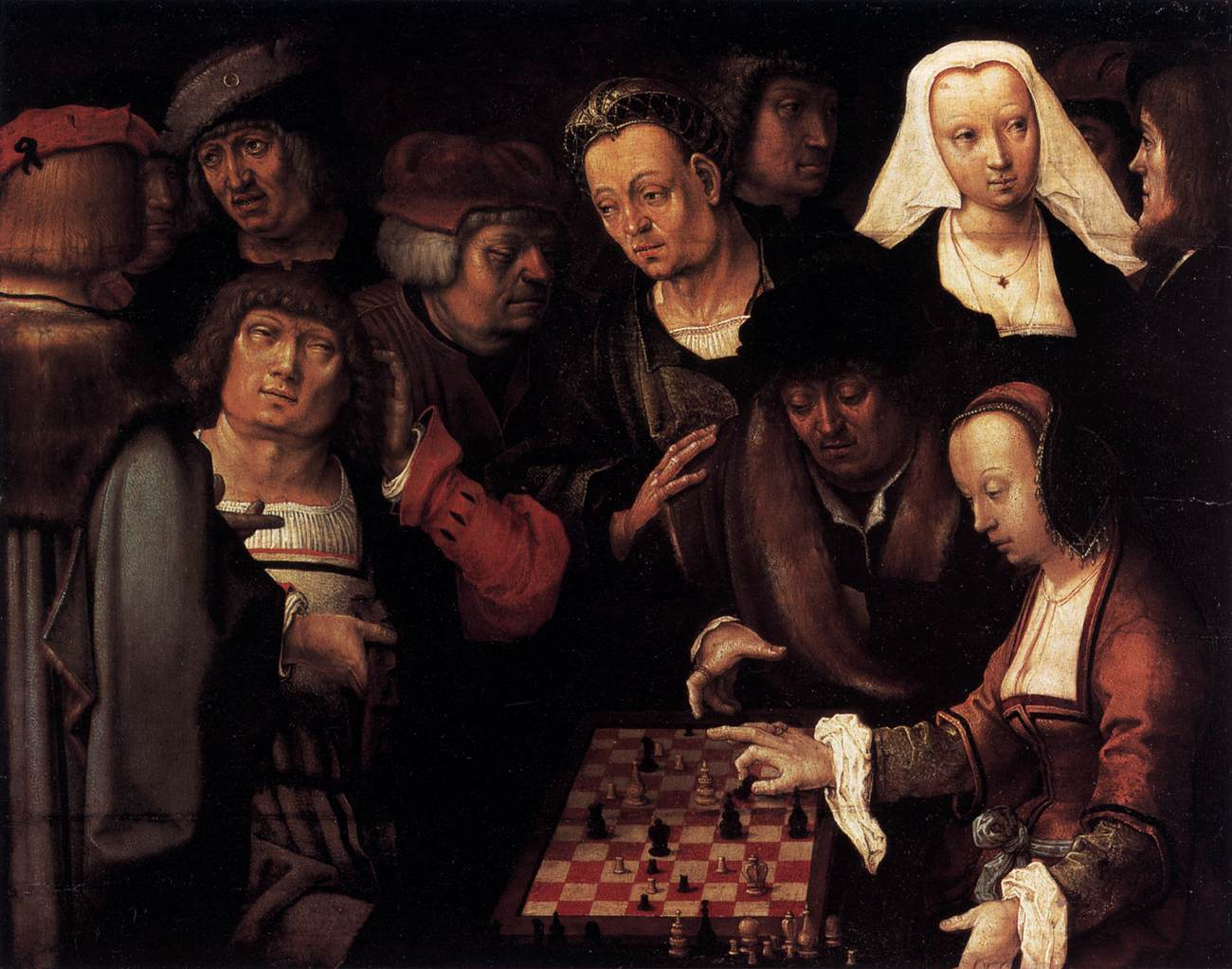
De Schaakspelers (1508) van Lucas van Leyden. Hier wordt courier gespeeld, een variant van het schaken.

Het courierspel is een variant van het schaakspel dat in de middeleeuwen gespeeld werd in toenmalig Duitsland en dan vooral in het schaakdorp Ströbeck. Het spel dankt haar bekendheid aan Lucas van Leydens De schaakspelers (1508).

## Benaming
De naam van courierspel verwijst naar de koerier op het bord (gebaseerd op de koerier in het echt), dat verondersteld werd de sterkste stuk van het spel te zijn. Deze veronderstelling was overigens incorrect: in deze variant evenals in het originele schaakspel van destijds was de toren verreweg het sterkste.
Merkwaardigerwijs heeft de Nederlandstalige schaakliteratuur ondanks het bestaan van de koerier in de Nederlandse samenleving het buitenlandse woord courier onaangepast in de Nederlandse spelling van het boordspel overgenomen, terwijl het stuk zelf wel gewoon 'koerier' genoemd werd.

## Historiek

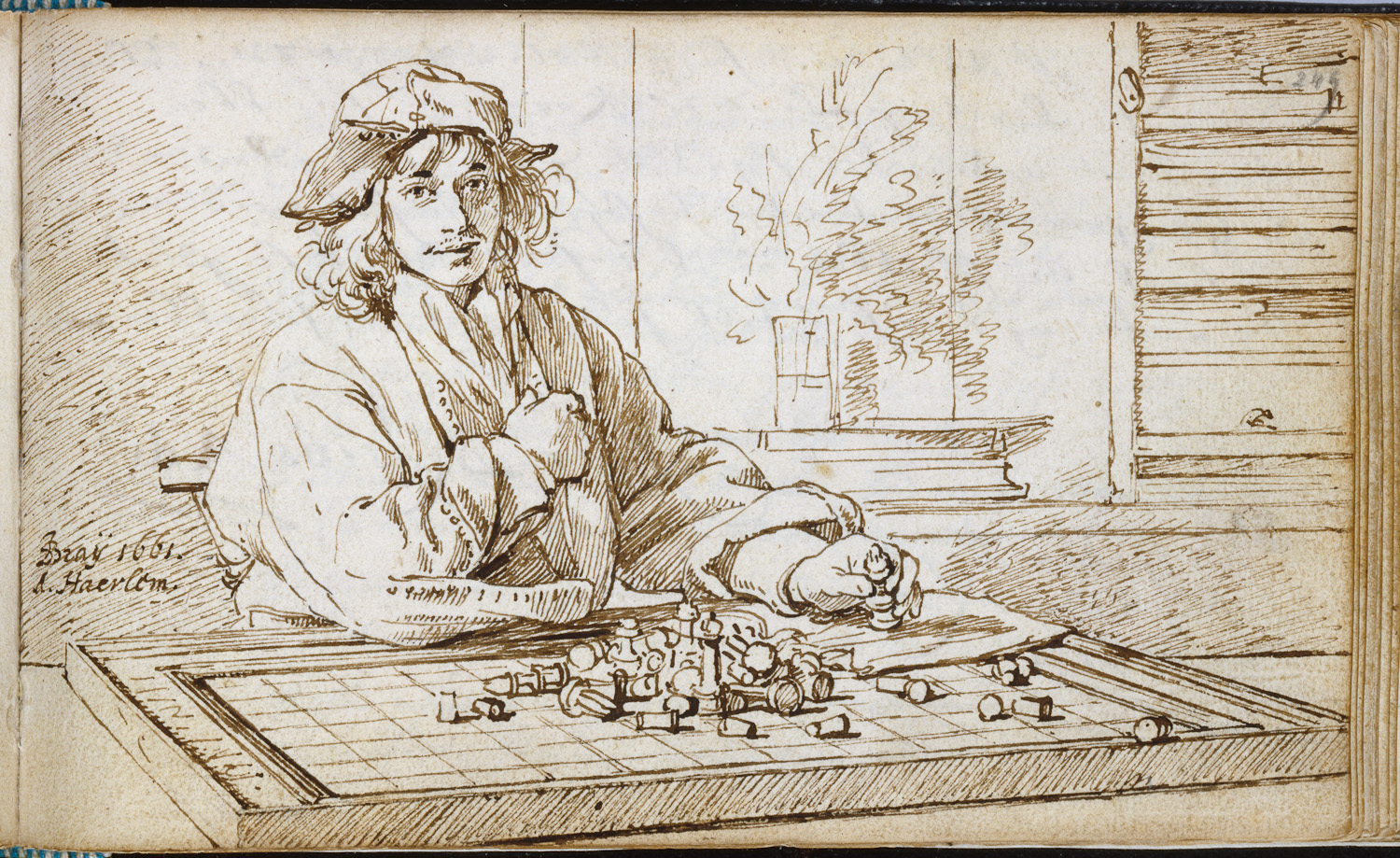
Zelfportret van Jan de Bray aan het courierspelbord (1661)

Courier is met onder meer 'Oude schaak' en 'Welsch' een van enkele middeleeuwse varianten van het schaakspel.
Het courierspel ontstond in de vroege dertiende eeuw in toenmalig Duitsland en overleefde de tand des tijds tot vroeg in de negentiende eeuw wanneer het voor het laatst in Ströbeck is gespeeld.
Daarna is nog een poging ondernomen om een moderne variant van het courierspel te ontwikkelen.

## Beschrijving bord en stukken

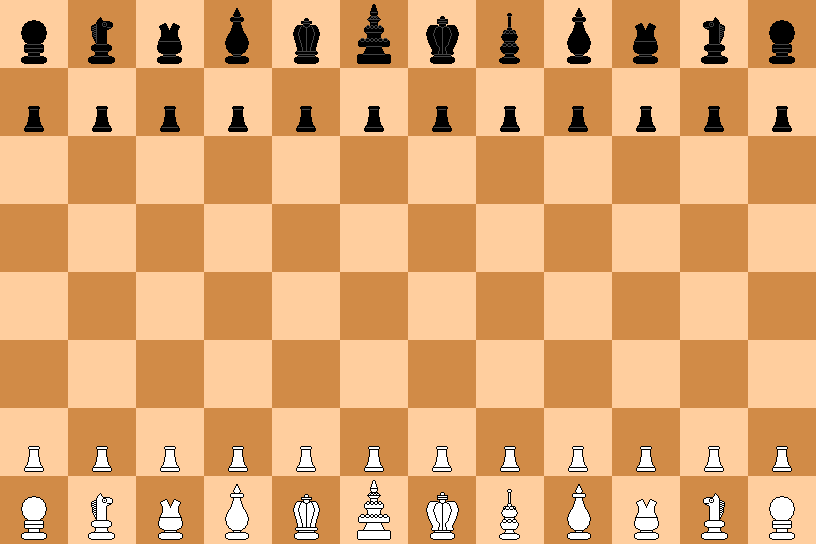
Het courierschaakbord met de beginopstelling van de stukken. Op de achterste rijen staan v.l.n.r. toren, paard, loper, koerier, raadsheer, koning, dame, joker, koerier, loper, paard, toren. Op de voorste ranken staan uitsluitend pionnen.

Courier wordt op een schaakbord van twaalf bij acht velden gespeeld. Waar in het schaakspel voor de opstelling van het bord de positie van het zwarte veld tot in de negentiende eeuw niet bepaald was, stond het voor het courierspel van oudsher vast dat het bord te allen tijde een zwart veld linksonder had.

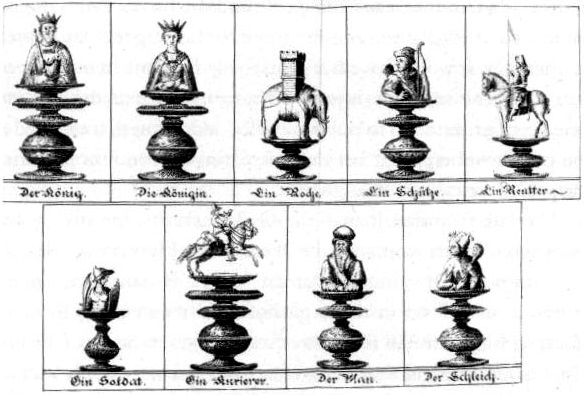
Courierschaakstukken, v.lb.n.ro: koning, dame, toren, boogschutter (of loper), paard, pion (of soldaat), koerier, raadsman (of wijze) en joker.

De stukken van het courierspel en hun beweging zijn als volgt:
- Toren: zoals de toren in het schaakspel.
- Paard: zoals het paard in het schaakspel.
- Loper: twee velden diagonaal zoals voor de 17de eeuw gespeeld werd.
- Koerier: zoals de loper in het schaakspel.
- Raadsman (Sage): zoals de koning in het schaakspel, maar kan geslagen worden.
- Koning: zoals de koning in het schaakspel.
- Dame: een veld diagonaal zoals voor de 17de eeuw gespeeld werd
- Joker: een veld horizontaal of verticaal in elke richting.
- Pion: zoals het pion in het schaakspel met maar één veld vooruit, ook bij de eerste zet.

## Spelregels
De oorspronkelijke middeleeuwse spelregels waren als volgt: de twee partijen doen om de beurt een zet. De eerste zet voor beide partijen bestaat uit het verplaatsen van vier stukken tegelijkertijd: de a-, d- en h-pion worden elk naar de vierde rij verplaatst en de dame maakt een 'vreugdesprong' van drie velden. Daarna zet het spel zich voort zoals bij een gewoon schaakspel.